# Nomada trapeziformis
Nomada trapeziformis är en biart som beskrevs av Otto Schmiedeknecht 1882. Nomada trapeziformis ingår i släktet gökbin, och familjen långtungebin. Inga underarter finns listade i Catalogue of Life.